# Иоанн (Гарклавс)
Архиепи́скоп Иоа́нн (англ. Archbishop John, латыш. arhibīskaps Joans, в миру Ива́н Я́ковлевич Га́рклава или Я́нис Е́кабович Га́рклавс, латыш. Jānis Garklāvs; 25 августа 1898, Умурга, Венденский уезд, Лифляндская губерния — 11 апреля 1982, Чикаго) — епископ Православной Церкви в Америке, в 1957—1978 годах — архиепископ Чикагский и Миннеапольский. Хранитель Тихвинской иконы.

## Биография
Родился 25 августа 1898 года в Умурге Венденского уезда Лифляндской губернии (ныне Лимбажский край, Латвия) в крестьянской латышской семье. Его отец скончался, когда Ивану было только два года, и его мать должна была заботиться о нём и его двух младших братьях. Его мать не вышла замуж во второй раз, и Иван вырос без отца в городе Лемзале. В 1907—1912 годах учился в приходской школе города Лемзаля, который после 1917 года был переименован в Лимбажи.
В 1915 года добровольно вступил в латышские добровольческие военные части («латышские стрелки») в составе российской императорской армии. Участвовал в Первой мировой и в Гражданской войне в России.
В 1921 году вернулся в Латвию, работал портным. В том же году стал псаломщиком Александро-Невской церкви в городе Лимбажи.
В 1933 году поступил в Рижскую духовную семинарию, которую окончил с отличием в 1936 году.
20 сентября 1936 года митрополитом Августином был рукоположён в сан диакона целибатом. 27 сентября епископом Елгавским Иаковом (Карпсом) рукоположён во священника и назначен настоятелем Христорождественской церкви в посёлке Колка. Одновременно окормлял приходы церквей во имя святого Арсения в поселке Ķūļciems и во имя святых Константина и Елены в поселке Дундага, а также храм в Талси.
Во время Второй мировой войны активно помогал Патриаршему экзарху Прибалтики митрополиту Сергию. Добился от немецких властей права служить в лагерях советских военнопленных.
В июле 1942 года зачислен в состав братии Виленского Свято-Духова монастыря. 26 ноября того же года принял монашеский постриг с именем Иоанн.
После периода духовной подготовки в Виленском Свято-Духовом монастыре 13 марта 1943 года был хиротонисан экзархом митрополитом Литовским Сергием, архиепископом Нарвским Павлом (Дмитровским) и епископом Ковенским Даниилом (Юзьвюком).
Хиротонию в Христорождественском соборе Риги возглавил экзарх митрополит Сергий (Воскресенский). 29 октября 1943 г. митрополит Сергий назначил Иоанна Гарклавса 2-м кандидатом в свои заместители. В конце лета — начале осени 1944 г. исполнял обязанности временно управляющего Экзархатом и фактически возглавлял Рижскую епархию. Организовал при рижском соборе еженедельные религиозно-нравственные беседы. Новопоставленный епископ в 1944 году принял на себя заботу о прибывшей в Ригу из Пскова чудотворной Тихвинской иконе Божией Матери (во Псков икона была доставлена из Тихвина немцами).
Работу в Риге отец Иоанн сочетал с руководством «Внутренней православной миссией в Литве», обслуживавшей духовные нужды военнопленных (до запрета немецкими властями) и перемещенных в Латвию русских жителей оккупированных территорий.
22 сентября 1944 г. в связи с приближением советских войск был по приказу немецкого командования принудительно эвакуирован из Риги в Лиепаю, а 9 октября вместе с матерью, приёмным сыном Сергеем и небольшой группой латвийского духовенства отправлен морем в Германию. Взял с собой чудотворную Тихвинскую икону Божией Матери.
С конца октября 1944 г. проживал в селе Янов-над-Нисоу (Иоганнесберг) близ г. Яблонец в Чехословакии. Оказавшись на занятой советскими войсками территории, 20 мая 1945 г. написал письмо Патриарху Алексию I с просьбой оказать содействие в возвращении в СССР. Не получив ответа и опасаясь ареста, выехал осенью того же года в американскую зону оккупации Германии, взяв с собой чудотворную икону. Жил в Баварии и служил в церквах в лагерях для перемещённых лиц.
11 июля 1948 году по благословению  и под председательством епископа Иоанна было создано Православное братство святых Петра и Павла, целью которого было: «нести свет Православия в некогда отпавшие от него страны».
В Германии епископ Иоанн подал прошение митрополиту Сан-Францисскому Феофилу о переходе в состав русской Северо-Американской митрополии, был принят и прибыл в США 22 июля 1949 года.
Службы поначалу вёл на церковнославянском языке, позже изучил английский.
В октябре 1949 года был назначен епископом Детройтским и Кливлендским.
В 1955 году стал управляющим Чикагской и Миннеапольской епархии, а 1 февраля 1957 года был утверждён её правящим архиереем и возведён в достоинство архиепископа.
Много лет оставаясь чикагским архипастырем, со временем архиепископ Иоанн сделался старейшим членом Священного синода Православной церкви в Америке и главой её отдела церковной музыки.
Во всех своих скитаниях владыка Иоанн возил с собой Тихвинский образ Богородицы, охраняя его.
1 сентябре 1978 года вышел на покой. Скончался 11 апреля 1982 года в Чикаго.
Завещал своему приёмному сыну Сергию вернуть икону в Тихвин, когда там падёт безбожный режим и возродится монастырь. Впоследствии отец Сергий Гарклавс выполнил волю приёмного отца, и в 2004 году Тихвинский образ вернулся в Россию.
Списки Тихвинской иконы Божьей Матери отец Сергий Гарклавс подарил своей родине — Латвии, один кафедральному Христорождественскому собору в Риге, другой Кресто-Воздвиженскому храму в Зилупе.